# Gigantione petalomerae
Gigantione petalomerae is een pissebed uit de familie Bopyridae. De wetenschappelijke naam van de soort is voor het eerst geldig gepubliceerd in 1999 door Markham.